# 塞尔尼亚诺
塞尔尼亚诺（義大利語：Sergnano），是意大利克雷莫纳省的一个市镇。总面积12.49平方公里，人口3660人，人口密度293.0人/平方公里（2009年）。国家统计（ISTAT）代码为019094。